# Щербо, Александр Павлович
Александр Павлович Щербо (род. 16 апреля 1944 года, Ленинград, СССР) — советский и российский гигиенист, член-корреспондент РАМН (2002), член-корреспондент РАН (2014).
Декан санитарно-гигиенического факультета, первый проректор — проректор по учебной работе Санкт-Петербургской МАПО.

## Биография
Родился 16 апреля 1944 года в Ленинграде.
В 1970 году окончил Ленинградский санитарно-гигиенический медицинский институт. В 1974 году защитил кандидатскую диссертацию.
С 1978 года работает в Санкт-Петербургской медицинской академии последипломного образования, пройдя путь от доцента до доктора медицинских наук (1992), профессора (1993), заведующего кафедрой медицинской экологии и эпидемиологии им. Г. В. Хлопина (1988—2011), декана санитарно-гигиенического факультета, проректора по учебной работе (1995—2009). С 2011 года работает заместителем Генерального директора Медицинского центра Корпорации PMI по научной работе.
В 2002 году был избран членом-корреспондентом РАМН. В 2014 году стал членом-корреспондентом РАН (в рамках присоединения РАМН и РАСХН к РАН).

## Научная деятельность
Ведет исследования проблем в области гигиены окружающей среды, эпидемиологии и социальной гигиены, изучает закономерности влияния различных факторов окружающей среды на здоровье населения. Автор книг по истории медицины.
Автор более 500 научных работ, включая более 40 книг. Под его руководством защищено 10 докторских и 16 кандидатских диссертаций.

## Награды
- Медаль «ХХ лет Победы в Великой Отечественной войне» (в период службы в армии в 1963—1966 гг.)
- Заслуженный работник высшей школы Российской Федерации (1999)[2]
- Лауреат премии РАМН за монографии «Григорий Витальевич Хлопин. Листая страницы истории» и «Захарий Григорьевич Френкель. Жизнь длиною в век».